# Halbstadt
Halbstadt (en allemand : Halbstadt, en russe : Гальбшта́дт), est un village du selsoviet d'Halbstadt du raïon national allemand, dont il est le chef-lieu, du kraï de l'Altaï, en Russie sibérienne. Sa population s'élevait à 1 672 habitants au recensement de 2021.

## Géographie
Le village d'Halbstadt se situe dans le kraï de l'Altaï, un kraï de Sibérie méridionale, en Russie, qui fait partie du district fédéral sibérien. Le village fait partie du raïon national allemand, un raïon du sud-ouest du kraï, dont il est le centre administratif. Il fait partie du selsoviet d'Halbstadt, une municipalité, dont il est le chef-lieu.  
Halbstadt, comme tout le kraï de l'Altaï, est située dans le fuseau horaire MSK+4 (heure de Krasnoïarsk). Le décalage horaire appliqué par rapport au temps universel coordonné est +07:00.

## Démographie
Recensements (*) et estimations de la population,,,,:
| 1926* | 1989* | 2002 * | 2010* | 2021* | - |
| ----- | ----- | ------ | ----- | ----- | - |
| 535   | 1 785 | 2 017  | 1 756 | 1 672 | - |

Concernant les ethnies, en 2002, sur les 2 017 habitants, il y avait 67 % de Russes et 27 % d'Allemands.